# Алма-Атинская улица (Москва)
А́лма-Ати́нская у́лица  — улица в Южном административном округе города Москвы на территории района Братеево.

## Расположение
Начинается от улицы Борисовские Пруды, идёт на юго-восток и заканчивается переходом в Братеевскую улицу. Нумерация домов начинается от улицы Борисовские Пруды.

## Происхождение названия
Названа 12 июня 1985 года в честь города Алма-Аты, тогдашней столицы Казахской ССР.

## Примечательные здания и сооружения

### По нечётной стороне
- Дом 3, корпус 1 — жилой дом.
- Дом 3, корпус 2 — жилой дом.
- Дом 3, корпус 3 — поликлиника № 198 ЮАО.
- Дом 3, корпус 4 — ?
- Дом 5 — жилой дом.
- Дом 5, корпус 2 — детский сад № 1824 (логопедический).
- Дом 7, корпус 1.
- Дом 7, корпус 2 — жилой дом.
- Дом 9, корпус 2 — ЮАО Братеево, инженерная служба ОДС-126.
- Дом 9, корпус 3 — школа № 975.
- Дом 11, корпус 1 — жилой дом.

### По чётной стороне
- Дом 2 — жилой дом.
- Дом 4 — жилой дом.
- Дом 6, корпус 1 — детская поликлиника № 127 ЮАО.
- Дом 6, корпус 2 — детский сад № 1576.
- Дом 8 — аптека «Столичные аптеки».
- Дом 8, корпус 1 — жилой дом.
- Дом 8, корпус 2 — детский сад № 1613.
- Дом 8, корпус 3 — почтовое отделение № 408-115408.
- Дом 10, корпус 1 — жилой дом.
- Дом 10, корпус 2 — детский сад № 1579.
- Дом 10, корпус 3 — муниципалитет «Братеево».

## Транспорт

### Метро
К юго-западу от конца улицы расположена станция метро «Алма-Атинская», которая была открыта 24 декабря 2012 года. Ранее эта станция носила проектное название «Брате́ево» (по бывшему селу Братеево и району), 29 ноября 2011 года было принято решение о переименовании станции в «Алма-Атинскую».

### Автобус
Исторически на улице всегда была лишь одна остановка общественного транспорта — «Алма-Атинская улица», проходящая примерно по середине улицы. Летом 2024 года состоялся перенос автобусного павильона «Алма-Атинская улица» с адреса: Алма-Атинская улица, д.8 (напротив здания супермаркета «Пятёрочка») вперёд на 150 метров при следовании к Братеевской улице на адрес: Алма-Атинская улица, д.8, к.3 (напротив здания «Почты России»). Тогда же, с июля 2024 года начался процесс организации новых остановочных пунктов (второй пары остановок) по адресам: Алма-Атинская улица, д. 3/д. 4. Остановка начала действовать с 25 января 2025 года
- с797: Улица Головачёва — станция метро «Марьино» — станция метро «Алма-Атинская» — «Братеевская пойма».
- с827: Ключевая улица, дом 24 — станция метро «Алма-Атинская» — станция метро «Борисово» — платформа Москворечье — Ереванская улица (только по будним дням).
- 838: Станция метро «Алма-Атинская» — платформа Москворечье — станция метро «Каширская».
- 864: Ключевая улица, дом 24 — станция метро «Алма-Атинская» — станция метро «Борисово».
- 887: Ключевая улица, дом 24 — станция метро «Алма-Атинская» — станция метро «Шипиловская» — станция метро «Домодедовская» — Тамбовская улица.